# Woiwodschaft Posen (1975–1998)
Die Woiwodschaft Posen war in den Jahren 1975 bis 1998 eine polnische Verwaltungseinheit, die im Zuge einer Verwaltungsreform in der heutigen Woiwodschaft Großpolen aufging. Hauptstadt war Posen.
Bedeutende Städte waren (Einwohnerzahlen von 1998):
- Posen – 578.235
- Gniezno – 71.436
- Śrem – 30.601
- Września – 28.901
- Swarzędz – 27.371
- Luboń – 21.768
- Środa Wielkopolska – 21.690
- Szamotuły – 18.761
- Oborniki – 17.451
- Nowy Tomyśl – 15.309
- Mosina – 12.059
- Grodzisk Wielkopolski – 11.778